# Partecipanti al Giro del Delfinato 2020
Elenco dei partecipanti al Giro del Delfinato 2020.
Il Giro del Delfinato 2020 è stato la settantaduesima edizione della corsa. Alla competizione presero parte 23 squadre, ciascuna delle quali composta da sette corridori, per un totale di 161 ciclisti.

## Corridori per squadra
Nota: R ritirato, NP non partito, FT fuori tempo, SQ squalificato
| Astana Pro Team       | Astana Pro Team        | Astana Pro Team       | Movistar Team          | Movistar Team            | Movistar Team          | Lotto Soudal             | Lotto Soudal             | Lotto Soudal             |
| --------------------- | ---------------------- | --------------------- | ---------------------- | ------------------------ | ---------------------- | ------------------------ | ------------------------ | ------------------------ |
| 1                     | Miguel Ángel López     | 5º                    | 91                     | Alejandro Valverde       | 12º                    | 181                      | Carl Fredrik Hagen       | 30º                      |
| 2                     | Omar Fraile            | NP 5ª                 | 92                     | Enric Mas                | 20º                    | 182                      | Sander Armée             | R 5ª                     |
| 3                     | Gorka Izagirre         | 31º                   | 93                     | Nelson Oliveira          | R 4ª                   | 183                      | Thomas De Gendt          | 58º                      |
| 4                     | Merhawi Kudus          | 81º                   | 94                     | Antonio Pedrero          | 48º                    | 184                      | Rémy Mertz               | R 5ª                     |
| 5                     | Aleksej Lucenko        | 35º                   | 95                     | José Joaquín Rojas       | 83º                    | 185                      | Brent Van Moer           | R 1ª                     |
| 6                     | Luis León Sánchez      | 57º                   | 96                     | Marc Soler               | R 5ª                   | 186                      | Harm Vanhoucke           | 50º                      |
| 7                     | Nikita Stal'nov        | 103º                  | 97                     | Carlos Verona            | 62º                    | 187                      | Jelle Wallays            | R 4ª                     |
| EF Pro Cycling        | EF Pro Cycling         | EF Pro Cycling        | Mitchelton-Scott       | Mitchelton-Scott         | Mitchelton-Scott       | Total Direct Énergie     | Total Direct Énergie     | Total Direct Énergie     |
| 11                    | Rigoberto Urán         | 22º                   | 101                    | Adam Yates               | 17º                    | 191                      | Rein Taaramäe            | R 5ª                     |
| 12                    | Hugh Carthy            | 66º                   | 102                    | Brent Bookwalter         | 77º                    | 192                      | Niccolò Bonifazio        | R 1ª                     |
| 13                    | Sergio Higuita         | 64º                   | 103                    | Jack Haig                | 27º                    | 193                      | Mathieu Burgaudeau       | R 3ª                     |
| 14                    | Tanel Kangert          | 46º                   | 104                    | Damien Howson            | R 5ª                   | 194                      | Jérôme Cousin            | R 5ª                     |
| 15                    | Jens Keukeleire        | 88º                   | 105                    | Daryl Impey              | 89º                    | 195                      | Fabien Grellier          | R 5ª                     |
| 16                    | Daniel Martínez        | 1º                    | 106                    | Christopher Juul Jensen  | 95º                    | 196                      | Romain Sicard            | 38º                      |
| 17                    | Tejay van Garderen     | 82º                   | 107                    | Nicholas Schultz         | R 5ª                   | 197                      | Geoffrey Soupe           | FT 5ª                    |
| Bora-Hansgrohe        | Bora-Hansgrohe         | Bora-Hansgrohe        | Trek-Segafredo         | Trek-Segafredo           | Trek-Segafredo         | CCC Team                 | CCC Team                 | CCC Team                 |
| 21                    | Emanuel Buchmann       | R 4ª                  | 111                    | Richie Porte             | 15º                    | 201                      | Fausto Masnada           | 28º                      |
| 22                    | Felix Großschartner    | 61º                   | 112                    | Niklas Eg                | 51º                    | 202                      | William Barta            | 53º                      |
| 23                    | Lennard Kämna          | 8º                    | 113                    | Kenny Elissonde          | 16º                    | 203                      | Víctor de la Parte       | 19º                      |
| 24                    | Gregor Mühlberger      | R 4ª                  | 114                    | Juan Pedro López         | NP 3ª                  | 204                      | Jan Hirt                 | R 1ª                     |
| 25                    | Daniel Oss             | R 5ª                  | 115                    | Michel Ries              | 72º                    | 205                      | Pavel Kočetkov           | 78º                      |
| 26                    | Peter Sagan            | R 5ª                  | 116                    | Toms Skujiņš             | 63º                    | 206                      | Michael Schär            | 90º                      |
| 27                    | Andreas Schillinger    | R 4ª                  | 117                    | Pieter Weening           | 94º                    | 207                      | Łukasz Wiśniowski        | R 5ª                     |
| Team Ineos            | Team Ineos             | Team Ineos            | Team Sunweb            | Team Sunweb              | Team Sunweb            | Circus-Wanty Gobert      | Circus-Wanty Gobert      | Circus-Wanty Gobert      |
| 31                    | Egan Bernal            | NP 4ª                 | 121                    | Tiesj Benoot             | R 3ª                   | 211                      | Jan Bakelants            | 54º                      |
| 32                    | Jonathan Castroviejo   | 43º                   | 122                    | Nikias Arndt             | 96º                    | 212                      | Jeremy Bellicaud         | R 4ª                     |
| 33                    | Chris Froome           | 71º                   | 123                    | Mark Donovan             | 59º                    | 213                      | Thomas Degand            | 79º                      |
| 34                    | Michał Kwiatkowski     | R 5ª                  | 124                    | Marc Hirschi             | 23º                    | 214                      | Fabien Doubey            | 84º                      |
| 35                    | Pavel Sivakov          | 11º                   | 125                    | Asbjørn Kragh Andersen   | 80º                    | 215                      | Alexander Evans          | FT 5ª                    |
| 36                    | Geraint Thomas         | 37º                   | 126                    | Nicolas Roche            | 39º                    | 216                      | Quinten Hermans          | R 1ª                     |
| 37                    | Dylan van Baarle       | 45º                   | 127                    | Jasha Sütterlin          | 98º                    | 217                      | Xandro Meurisse          | R 5ª                     |
| Groupama-FDJ          | Groupama-FDJ           | Groupama-FDJ          | Team Arkéa-Samsic      | Team Arkéa-Samsic        | Team Arkéa-Samsic      | B&B Hotels-Vital Concept | B&B Hotels-Vital Concept | B&B Hotels-Vital Concept |
| 41                    | Thibaut Pinot          | 2º                    | 131                    | Nairo Quintana           | R 5ª                   | 221                      | Pierre Rolland           | 14º                      |
| 42                    | Bruno Armirail         | 67º                   | 132                    | Winner Anacona           | R 5ª                   | 222                      | Maxime Chevalier         | FT 5ª                    |
| 43                    | Antoine Duchesne       | R 4ª                  | 133                    | Warren Barguil           | 9º                     | 223                      | Arnaud Courteille        | 105º                     |
| 44                    | Stefan Küng            | 41º                   | 134                    | Maxime Bouet             | R 5ª                   | 224                      | Cyril Gautier            | 87º                      |
| 45                    | Matthieu Ladagnous     | 102º                  | 135                    | Dayer Quintana           | R 5ª                   | 225                      | Quentin Pacher           | R 3ª                     |
| 46                    | Valentin Madouas       | 21º                   | 136                    | Diego Rosa               | R 5ª                   | 226                      | Sebastian Schönberger    | FT 5ª                    |
| 47                    | Sébastien Reichenbach  | 13º                   | 137                    | Clément Russo            | FT 5ª                  | 227                      | Tom-Jelte Slagter        | 106º                     |
| Deceuninck-Quick Step | Deceuninck-Quick Step  | Deceuninck-Quick Step | NTT Pro Cycling Team   | NTT Pro Cycling Team     | NTT Pro Cycling Team   |                          |                          |                          |
| 51                    | Julian Alaphilippe     | 24º                   | 141                    | Roman Kreuziger          | R 5ª                   |                          |                          |                          |
| 52                    | Kasper Asgreen         | 99º                   | 142                    | Michael Gogl             | R 5ª                   |                          |                          |                          |
| 53                    | Rémi Cavagna           | 100º                  | 143                    | Edvald Boasson Hagen     | R 5ª                   |                          |                          |                          |
| 54                    | Tim Declercq           | 104º                  | 144                    | Michael Valgren Andersen | R 5ª                   |                          |                          |                          |
| 55                    | Bob Jungels            | 42º                   | 145                    | Louis Meintjes           | 49º                    |                          |                          |                          |
| 56                    | James Knox             | 76º                   | 146                    | Ben O'Connor             | 92º                    |                          |                          |                          |
| 57                    | Mauri Vansevenant      | NP 2ª                 | 147                    | Domenico Pozzovivo       | 40º                    |                          |                          |                          |
| Team Jumbo-Visma      | Team Jumbo-Visma       | Team Jumbo-Visma      | Bahrain-McLaren        | Bahrain-McLaren          | Bahrain-McLaren        |                          |                          |                          |
| 61                    | Primož Roglič          | NP 5ª                 | 151                    | Mikel Landa              | 18º                    |                          |                          |                          |
| 62                    | Tom Dumoulin           | 7º                    | 152                    | Pello Bilbao             | 33º                    |                          |                          |                          |
| 63                    | Robert Gesink          | 56º                   | 153                    | Damiano Caruso           | 29º                    |                          |                          |                          |
| 64                    | Steven Kruijswijk      | R 4ª                  | 154                    | Sonny Colbrelli          | 101º                   |                          |                          |                          |
| 65                    | Sepp Kuss              | 10º                   | 155                    | Matej Mohorič            | 55º                    |                          |                          |                          |
| 66                    | Tony Martin            | FT 5ª                 | 156                    | Dylan Teuns              | 91º                    |                          |                          |                          |
| 67                    | Wout Van Aert          | 32º                   | 157                    | Rafael Valls             | 52º                    |                          |                          |                          |
| AG2R La Mondiale      | AG2R La Mondiale       | AG2R La Mondiale      | Cofidis                | Cofidis                  | Cofidis                |                          |                          |                          |
| 71                    | Romain Bardet          | 6º                    | 161                    | Guillaume Martin         | 3º                     |                          |                          |                          |
| 72                    | Mikaël Cherel          | 36º                   | 162                    | Nicolas Edet             | 34º                    |                          |                          |                          |
| 73                    | Benoît Cosnefroy       | NP 5ª                 | 163                    | Victor Lafay             | 75º                    |                          |                          |                          |
| 74                    | Tony Gallopin          | 85º                   | 164                    | Luis Ángel Maté          | 86º                    |                          |                          |                          |
| 75                    | Pierre Latour          | 70º                   | 165                    | Anthony Perez            | 73º                    |                          |                          |                          |
| 76                    | Aurélien Paret-Peintre | 68º                   | 166                    | Pierre-Luc Périchon      | R 5ª                   |                          |                          |                          |
| 77                    | Nans Peters            | 65º                   | 167                    | Stéphane Rossetto        | 44º                    |                          |                          |                          |
| UAE Team Emirates     | UAE Team Emirates      | UAE Team Emirates     | Israel Start-Up Nation | Israel Start-Up Nation   | Israel Start-Up Nation |                          |                          |                          |
| 81                    | Tadej Pogačar          | 4º                    | 171                    | Daniel Martin            | NP 3ª                  |                          |                          |                          |
| 82                    | Sven Erik Bystrøm      | R 4ª                  | 172                    | André Greipel            | R 4ª                   |                          |                          |                          |
| 83                    | David de la Cruz       | 25º                   | 173                    | Hugo Hofstetter          | 93º                    |                          |                          |                          |
| 84                    | Davide Formolo         | 26º                   | 174                    | Krists Neilands          | 60º                    |                          |                          |                          |
| 85                    | Alexander Kristoff     | FT 5ª                 | 175                    | Guy Niv                  | 97º                    |                          |                          |                          |
| 86                    | Vegard Stake Laengen   | 69º                   | 176                    | Nils Politt              | NP 4ª                  |                          |                          |                          |
| 87                    | Jan Polanc             | 47º                   | 177                    | Mads Würtz Schmidt       | 74º                    |                          |                          |                          |